# Thüringer Energie Team/Saison 2007
Diese Liste beschreibt die Mannschaft und die Erfolge des Radsportteams Thüringer Energie Team in der Saison 2007.

## Erfolge in der UCI Europe Tour
In den Rennen der UCI Europe Tour Saison 2007 der UCI Europe Tour gelangen die nachstehenden Erfolge.
| Datum        | Rennen                                       | Fahrer        |
| ------------ | -------------------------------------------- | ------------- |
| 14. April    | 3. Etappe Circuit des Ardennes               | Tony Martin   |
| 8. Mai       | Coppa Città di Asti                          | Tony Martin   |
| 24. Mai      | 5. Etappe FBD Insurance Rás                  | Nico Graf     |
| 20.–27. Mai  | Gesamtwertung FBD Insurance Rás              | Tony Martin   |
| 13. Juni     | 1. Etappe Internationale Thüringen Rundfahrt | Tony Martin   |
| 24. Juni     | Deutsche Zeitfahrmeisterschaft (U23)         | Marcel Kittel |
| 8. September | 4. Etappe Brandenburg-Rundfahrt              | Marcel Kittel |

## Mannschaft
| Teamkader 2007  | Teamkader 2007    | Teamkader 2007                  | Teamkader 2007     |
| Name            | Geburtsdatum      | Land                            | Vorheriges Team    |
| --------------- | ----------------- | ------------------------------- | ------------------ |
| Marcel Barth    | 22. Mai 1986      | Deutschland                     |                    |
| Daniel Becke    | 12. März 1978     | Deutschland                     | Team Milram (2006) |
| Sascha Damrow   | 10. Juni 1986     | Deutschland                     |                    |
| Florian Frohn   | 17. April 1987    | Deutschland                     |                    |
| Oliver Giesecke | 12. Juli 1988     | Deutschland                     |                    |
| Nico Graf       | 2. Mai 1985       | Deutschland                     |                    |
| Patrick Gretsch | 7. April 1987     | Deutschland                     |                    |
| Matthias Hahn   | 18. März 1986     | Deutschland                     |                    |
| Karsten Hess    | 25. August 1987   | Deutschland                     |                    |
| Marcel Kittel   | 11. Mai 1988      | Deutschland                     |                    |
| Philipp Klein   | 24. April 1988    | Deutschland                     |                    |
| Tony Martin     | 23. April 1985    | Deutschland                     |                    |
| Lucas Schädlich | 25. November 1988 | Deutsche Demokratische Republik |                    |
|                 |                   |                                 |                    |
| Quelle: UCI     |                   |                                 |                    |

Anmerkung: Marcel Barth